# Floração
Floração ou época de floração é a designação dada ao período do ano, ou à estação do ano, que é geralmente a primavera, em que desabrocham as flores de determinada espécie ou grupo de espécies de plantas, estando então a planta em flor. 
Pode igualmente se referir ao mecanismo de indução da floração, identificando os processos fisiológicos e bioquímicos que conduzem à floração.

## Fatores de indução da floração

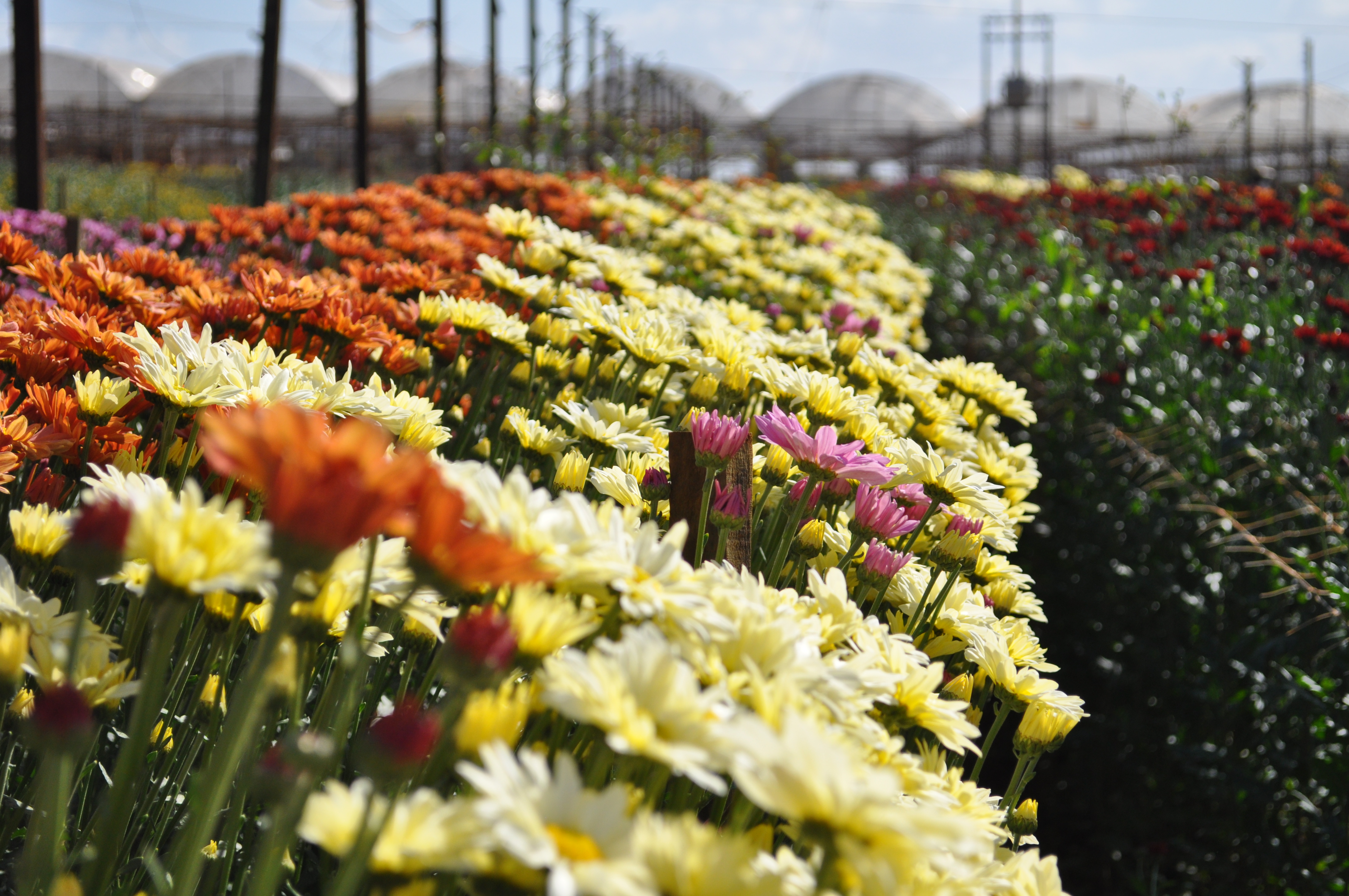
Em Holambra, capital nacional das flores, elas são produzidas em larga escala com ajuda de fatores exógenos, como a aplicação de adubos e o controle da temperatura

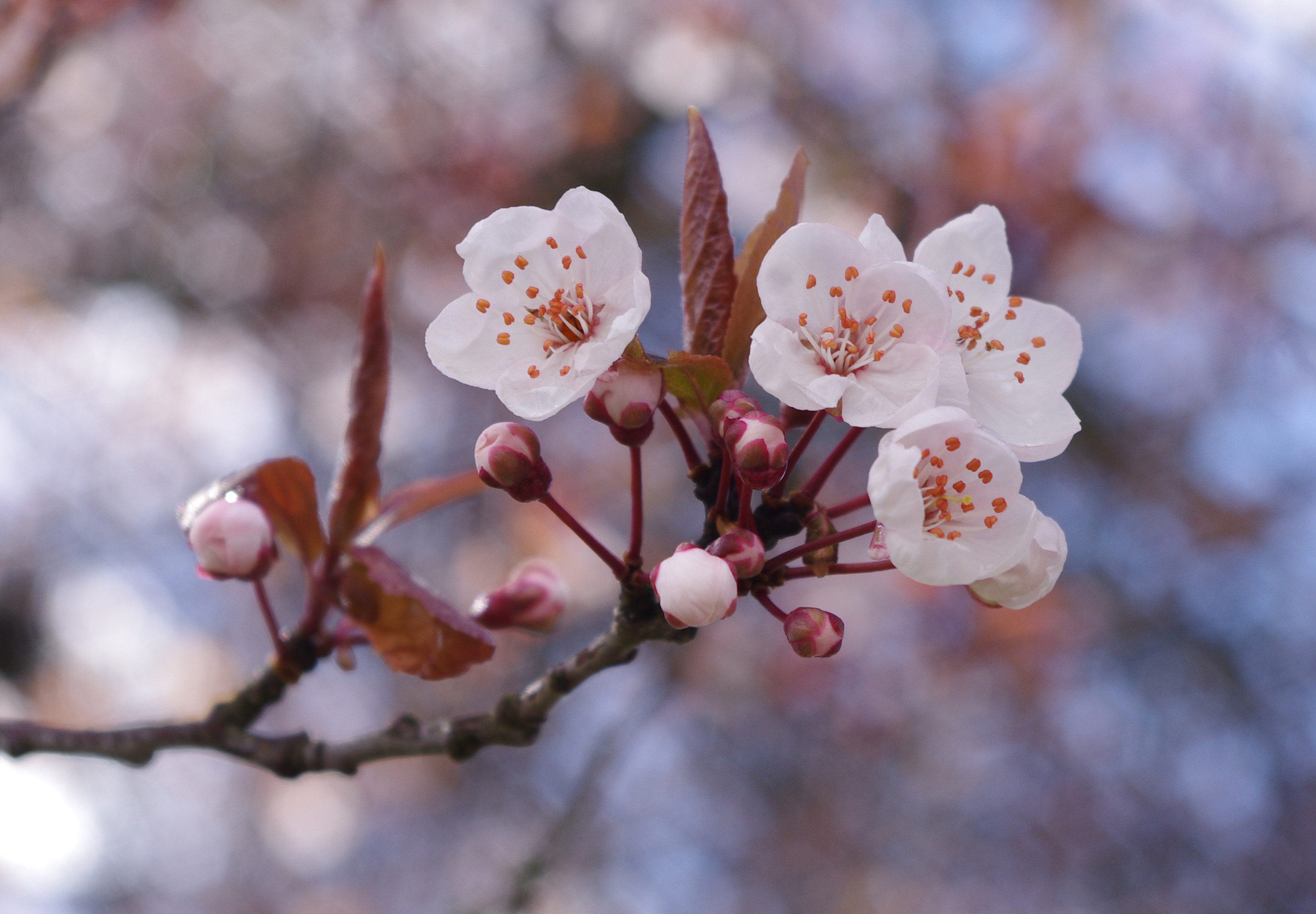
No Japão, as cerejeiras florescem naturalmente a cada ano durante a primavera

Os fatores de indução podem ser endógenos ou exógenos. Entre os fatores endógenos pode-se citar o estado nutricional, teores hormonais e ciclos circadianos e entre os fatores exógenos, ou seja, externos, pode-se destacar o fotoperíodo, a irradiância, a temperatura e a disponibilidade de água.
Quanto ao estado nutricional, a sacarose é considerada um componente importante no estímulo floral e, dentre os hormônios vegetais, os principais para o estímulo floral são as citocininas, auxinas e giberelinas.
Em regiões tropicais e em regiões semi-áridas o período de seca e o de chuva podem ser fatores decisivos para a floração.

## Sinalização bioquímica na indução da floração

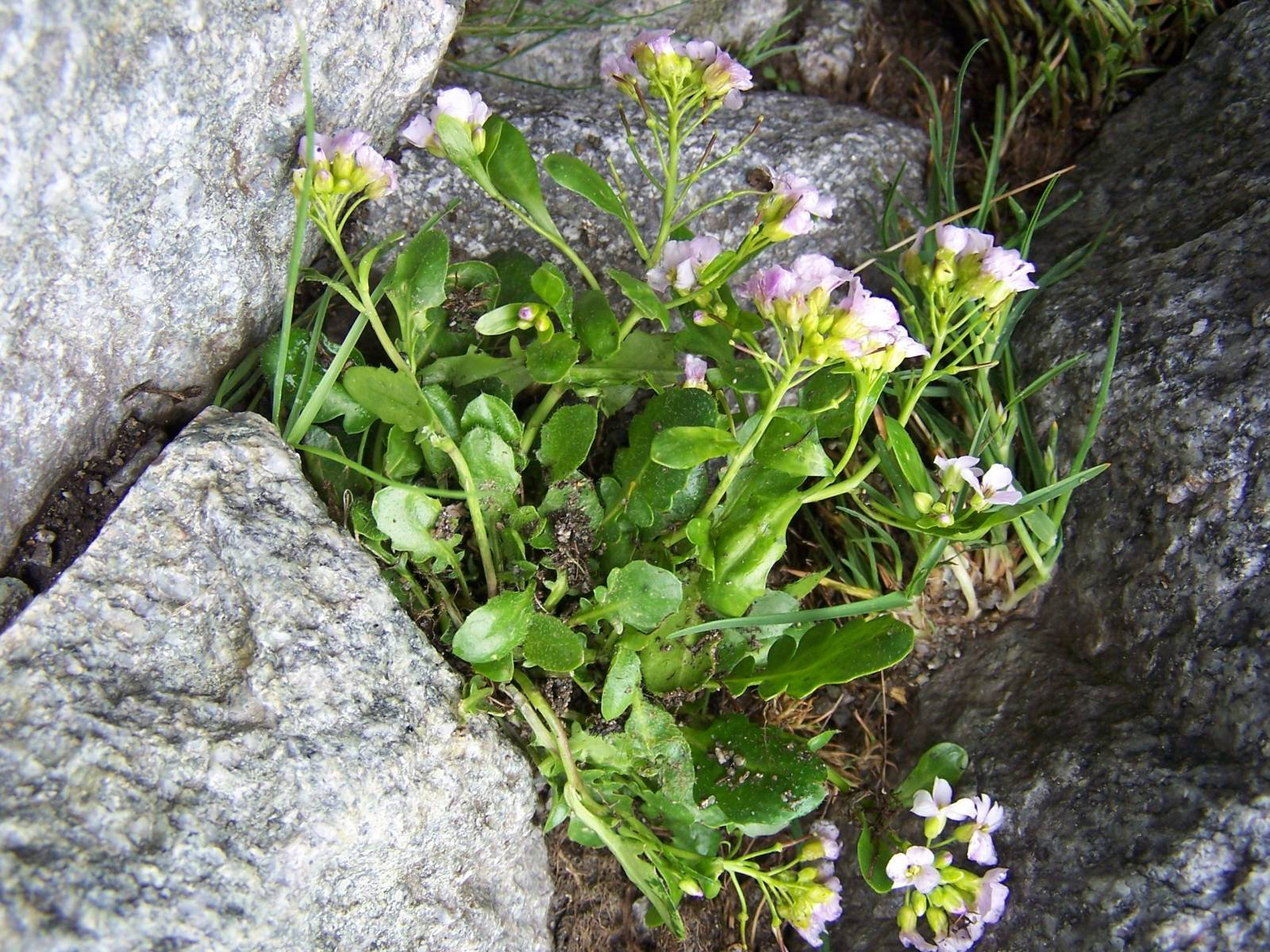
Arabidopsis da espécie Arabidopsis neglecta

A produção do estímulo floral ocorre nas folhas. Acredita-se que em plantas de dias longos (exemplo: Arabidopsis) a proteína CO (CONSTANS) é acumulada, estimulando a produção do mRNA da proteína FT (FLOWERING LOCUS T) no floema, que depois é transportada para o meristema apical. No arroz, uma planta de dias curtos, o estímulo floral (florígeno) é representado pela proteina Hd3a. Atingindo o ápice, a proteína FT forma um complexo com outra proteína, chamada FD (FLOWERING LOCUS D). Esse complexo ativa os genes AP1 e SOC1 (SUPRESSOR OF CONSTANS 1), que por sua vez promovem a expressão do gene LFY (LEAFY), que juntamente com AP1 (APETALA 1) desencadeiam a expressão de genes que causam a transição de meristema vegetativo para floral. 

## Tipos de resposta fotoperiódicas ou fotoperiodismo
A classificação das plantas de acordo com suas respostas fotoperiódicas está baseada no florescimento, sendo dividida em:
1. Plantas de Dias Curtos (SDPs): florescem ou tem o florescimento acelerado abaixo de um fotoperíodo crítico, o que equivale dizer que são aquelas que florescem quando o período iluminado tem duração menor que um dado número de horas. Plantas de dia curto florescem no fim do verão, no outono ou no inverno.[2][3]
2. Plantas de Dias Longos (SLPs): florescem ou tem o florescimento acelerado apenas acima de um fotoperíodo crítico, o que quer dizer que  florescem quando o período iluminado tem uma duração superior ao fotoperíodo crítico. Geralmente, essas plantas florescem no fim da primavera ou no verão.[2]
3. Plantas de Dias Neutros (DNPs): florescem em qualquer condição de fotoperíodo, pois são insensíveis ao comprimento do dia. São chamadas de plantas indiferentes.[1][2]

Outras plantas conseguem reconhecer a transição de dias longos para dias curtos, e vice-versa. Essas plantas se enquadram  em duas categorias:
1. Plantas de Dias Longo-Curtos (LSDPs): florescem somente após uma sequencia de dias longos seguidos por dias curtos. Portanto, florescem no final do verão e começo do outono, quando os dias estão encurtando.
2. Plantas de Dias Curto-Longos (SLDPs): florescem somente após uma sequencia de dias curtos seguidos por dias longos. Portanto, florescem no início da primavera, quando os dias começam a se alongar (maior tempo de luz).

## Plantas não ornamentais

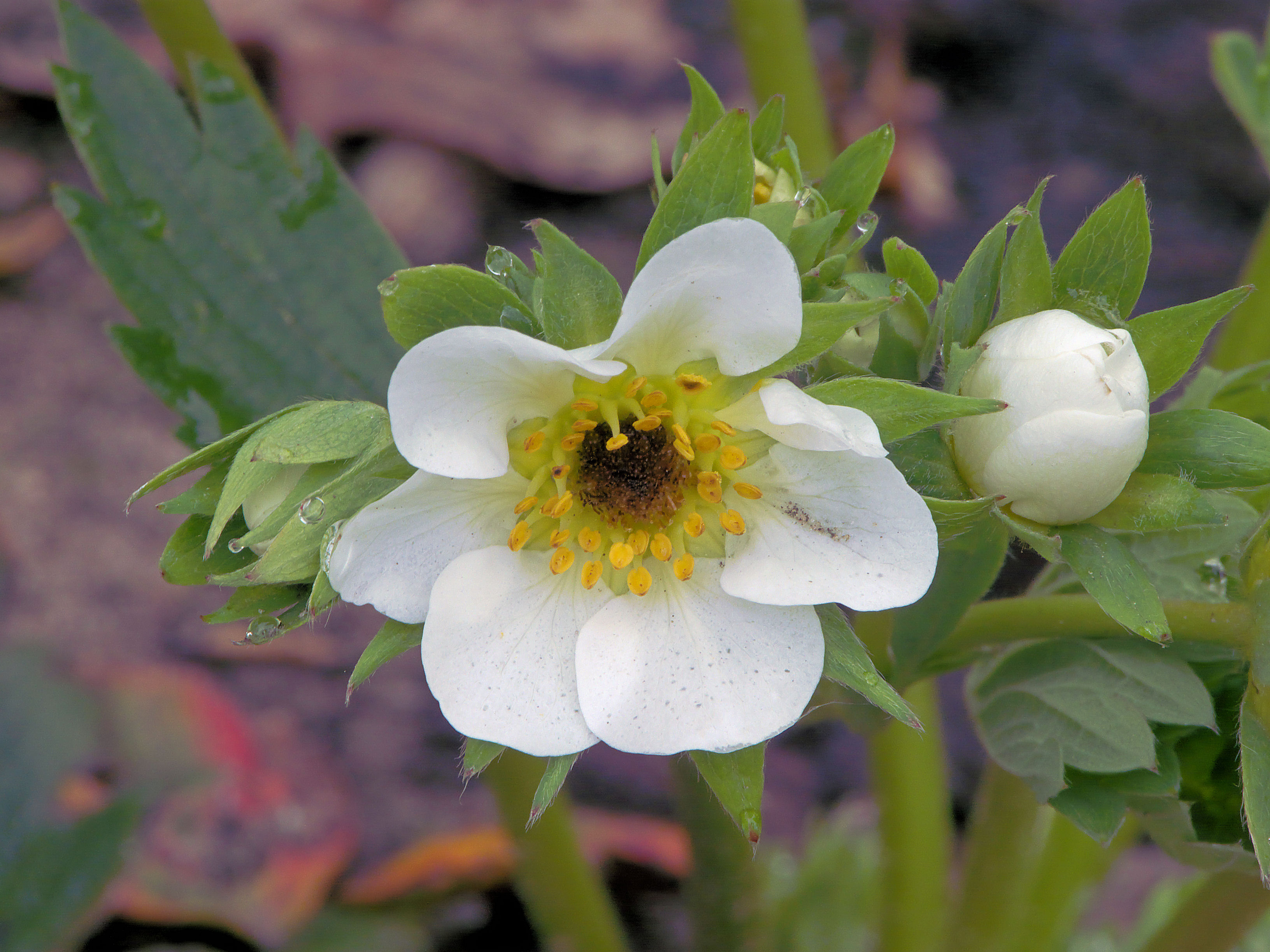
Um morangueiro em flor: planta floresce nas estações de dias mais curtos

Diversas plantas, que não só as ornamentais, florescem. O tomate e o feijão de corda são exemplos de plantas indiferentes. Já o morangueiro é uma planta de dias curtos, enquanto que o alface e o espinafre são plantas de dias longos.   
 